# Roger Guerreiro
Roger Guerreiro (São Paulo, 1982. május 25. –) brazil nemzetiségű labdarúgó, középpályás, a  lengyel labdarúgó-válogatott tagja. 2008. április 17-e óta lengyel állampolgár. Jelenleg a AÉK játékosa. 2008. május 27-én lépett először pályára a lengyel válogatottban.

## Külső hivatkozások
- Roger Guerreiro (90minut.pl)
- (portugál) Roger Guerreiro hivatalos oldala